# Seba Nerone
Seba Nerone (Buenos Aires, el 24 de junio de 1976) es un exjugador de pádel argentino. Antes de su retirada ocupaba la posición 76.ª en el ranking World Padel Tour y su última pareja deportiva fue Maxi Grabiel.

## Carrera
Seba comenzó jugando al pádel debido a la lesión de un jugador que disputaba un torneo, al cual sustituyó. En 1990 comenzó a jugar de forma profesional y en 1994 ganó su primer torneo. De su carrera, destaca el tiempo que estuvo jugando junto a Gaby Reca, con quien llegó a ser número uno del mundo. Después, volvió a jugar dos años con él, en 2014 y 2015, en un nivel muy diferente al de antes. En 2016 formó pareja deportiva con el español Alejandro Ruíz Granados.
En 2017 y a pesar de haber tenido una temporada discreta, ambos continuaron como pareja.
En 2017 llegaron a la final del Lisboa Challenger, donde perdieron ante Godo Díaz y Luciano Capra por 6-4 y 6-4.
En el Zaragoza Open accedieron por primera vez a las semifinales de un torneo de World Padel Tour en el 2017. Allí cayeron frente a Fernando Belasteguín y Pablo Lima.
En 2018, José Antonio García Diestro se convierte en su nueva pareja deportiva.
A mitad de temporada se unió a Álvaro Cepero Rodríguez para disputar los últimos torneos del año.

## Padel Pro Tour (desde 2006)

### Títulos
| N.º | Año                     | Torneo             | Pareja             | Oponentes en la final                 | Resultado   |
| --- | ----------------------- | ------------------ | ------------------ | ------------------------------------- | ----------- |
| 1   | 10 de junio de 2007     | Valladolid         | Cristian Gutiérrez | Gerardo Derito Cutu Pérez Millán      | 6-4 / 6-3   |
| 2   | 22 de junio de 2008     | Córdoba            | Cristian Gutiérrez | Matías Díaz Miguel Lamperti           | 6-4 7-6     |
| 3   | 23 de noviembre de 2008 | Masters PPT Madrid | Cristian Gutiérrez | Gabriel Reca Hernán Auguste           | 6-3 7-6     |
| 4   | 20 de julio de 2009     | Madrid             | Cristian Gutiérrez | Pablo Lima Juani Mieres               | 6-4 6-3     |
| 5   | 9 de agosto de 2009     | Fuengirola         | Cristian Gutiérrez | Juan Martín Díaz Fernando Belasteguín | 7-5 4-6 6-4 |
| 6   | 6 de septiembre de 2009 | Palma de Mallorca  | Cristian Gutiérrez | Matías Díaz Miguel Lamperti           | 6-3 1-6 7-6 |
| 7.  | 4 de septiembre de 2011 | Palma de Mallorca  | Sanyo Gutiérrez    | Matías Díaz Hernán Auguste            | 6-4 7-6     |
| 8.  | 15 de julio de 2012     | Alicante           | Sanyo Gutiérrez    | Pablo de Lima Juani Mieres            | 7-6 6-4     |
| 9.  | 19 de agosto de 2012    | Gijón              | Sanyo Gutiérrez    | Juan Martín Díaz Fernando Belasteguín | 4-6 7-6 6-3 |
| 10. | 18 de noviembre de 2012 | Guecho             | Sanyo Gutiérrez    | Pablo de Lima Hernán Auguste          | 6-3 6-3     |
| 11. | 2 de diciembre de 2012  | Logroño            | Sanyo Gutiérrez    | Pablo de Lima Hernán Auguste          | 6-3 6-4     |

### Finales
| N.º | Año                      | Torneo                   | Pareja             | Oponentes en la final                 | Resultado   |
| --- | ------------------------ | ------------------------ | ------------------ | ------------------------------------- | ----------- |
| 1   | 14 de mayo de 2006       | Córdoba                  | Gabi Reca          | Juan Martín Díaz Fernando Belasteguín | 2-6 1-6     |
| 2   | 4 de junio de 2006       | Majadahonda              | Gabi Reca          | Juan Martín Díaz Fernando Belasteguín | 0-6 0-6     |
| 3   | 10 de junio de 2006      | Valencia                 | Gabi Reca          | Juan Martín Díaz Fernando Belasteguín | 4-6 3-6     |
| 4   | 25 de junio de 2006      | Madrid                   | Marcello Jardim    | Juan Martín Díaz Fernando Belasteguín | 1-6 4-6     |
| 5   | 2 de julio de 2006       | Alicante                 | Gabi Reca          | Juan Martín Díaz Fernando Belasteguín | 3-6 4-6     |
| 6   | 9 de julio de 2006       | Valladolid               | Gabi Reca          | Juan Martín Díaz Fernando Belasteguín | 3-6 3-6     |
| 7   | 15 de agosto de 2006     | Oropesa del Mar          | Gabi Reca          | Juan Martín Díaz Fernando Belasteguín | 6-7 4-6     |
| 8   | 15 de agosto de 2006     | Reserva del Higuerón     | Gabi Reca          | Juan Martín Díaz Fernando Belasteguín | 4-6 0-6     |
| 9   | 25 de agosto de 2006     | El Puerto de Santa María | Gabi Reca          | Juan Martín Díaz Fernando Belasteguín | 3-6 2-6     |
| 10  | 3 de septiembre de 2006  | Palma de Mallorca        | Gabi Reca          | Juan Martín Díaz Fernando Belasteguín | 3-6 5-7     |
| 11  | 24 de septiembre de 2006 | Madrid                   | Gabi Reca          | Juan Martín Díaz Fernando Belasteguín | 4-6 6-4 1-6 |
| 12  | 1 de octubre de 2006     | Zaragoza                 | Gabi Reca          | Juan Martín Díaz Fernando Belasteguín | 6-7 3-6     |
| 13  | 3 de diciembre de 2006   | Masters PPT Madrid       | Gabi Reca          | Juan Martín Díaz Fernando Belasteguín | 3-6 2-6     |
| 14. | 5 de mayo de 2007        | Córdoba                  | Cristian Gutiérrez | Juan Martín Díaz Fernando Belasteguín | 1-6 3-6     |
| 15. | 20 de mayo de 2007       | Barcelona                | Cristian Gutiérrez | Juan Martín Díaz Fernando Belasteguín | 3-6 5-7     |
| 16. | 17 de junio de 2007      | Valencia                 | Cristian Gutiérrez | Juan Martín Díaz Fernando Belasteguín | 3-6 6-2 4-6 |
| 17. | 8 de julio de 2007       | Vitoria                  | Cristian Gutiérrez | Juan Martín Díaz Fernando Belasteguín | 6-7 4-6     |
| 18. | 28 de julio de 2007      | Madrid II                | Cristian Gutiérrez | Juan Martín Díaz Fernando Belasteguín | 4-6 6-7     |
| 19. | 5 de agosto de 2007      | Oropesa del Mar          | Cristian Gutiérrez | Juan Martín Díaz Fernando Belasteguín | 2-6 2-5 ab  |
| 20. | 11 de agosto de 2007     | Marbella                 | Cristian Gutiérrez | Juan Martín Díaz Fernando Belasteguín | walkover    |
| 21. | 23 de septiembre de 2007 | San Sebastián            | Cristian Gutiérrez | Juan Martín Díaz Fernando Belasteguín | 5-7 1-6     |
| 22. | 7 de octubre de 2007     | Bilbao                   | Cristian Gutiérrez | Juan Martín Díaz Fernando Belasteguín | 2-6 5-7     |
| 23. | 14 de octubre de 2007    | Sevilla                  | Cristian Gutiérrez | Gabriel Reca Hernán Auguste           | 4-6 2-6     |
| 24. | 21 de octubre de 2007    | Logroño                  | Cristian Gutiérrez | Gabriel Reca Hernán Auguste           | 2-6 6-3 3-6 |
| 25  | 28 de octubre de 2007    | Las Palmas               | Cristian Gutiérrez | Juan Martín Díaz Fernando Belasteguín | 3-6 1-6     |
| 26. | 13 de abril de 2008      | Ciudad Real              | Cristian Gutiérrez | Juan Martín Díaz Fernando Belasteguín | 4-6 4-6     |
| 27. | 31 de mayo de 2008       | Majadahonda              | Cristian Gutiérrez | Juan Martín Díaz Fernando Belasteguín | 3-6 4-6     |
| 28. | 13 de julio de 2008      | Vitoria                  | Cristian Gutiérrez | Juan Martín Díaz Fernando Belasteguín | 3-6 4-6     |
| 29. | 19 de julio de 2008      | Madrid                   | Cristian Gutiérrez | Juan Martín Díaz Fernando Belasteguín | 2-6 7-6 1-6 |
| 30. | 10 de agosto de 2008     | Marbella                 | Cristian Gutiérrez | Juan Martín Díaz Fernando Belasteguín | 3-6 3-6     |
| 31. | 23 de agosto de 2008     | Benicasim                | Cristian Gutiérrez | Juan Martín Díaz Fernando Belasteguín | 5-7 3-6     |
| 32. | 7 de septiembre de 2008  | Palma de Mallorca        | Cristian Gutiérrez | Juan Martín Díaz Fernando Belasteguín | 1-6 6-3 3-6 |
| 33. | 21 de septiembre de 2008 | San Sebastián            | Cristian Gutiérrez | Juan Martín Díaz Fernando Belasteguín | 4-6 3-6     |
| 34. | 28 de septiembre de 2008 | Zaragoza                 | Cristian Gutiérrez | Juan Martín Díaz Fernando Belasteguín | 1-6 3-6     |
| 35. | 5 de octubre de 2008     | Bilbao                   | Cristian Gutiérrez | Juan Martín Díaz Fernando Belasteguín | 7-6 4-6 4-6 |
| 36. | 2 de noviembre de 2008   | Alicante                 | Cristian Gutiérrez | Gabriel Reca Hernán Auguste           | 2-6 5-7     |
| 37. | 31 de mayo de 2009       | Majadahonda              | Cristian Gutiérrez | Pablo Lima Juani Mieres               | 4-6 0-6     |
| 38. | 14 de junio de 2009      | Barcelona                | Cristian Gutiérrez | Juan Martín Díaz Fernando Belasteguín | 4-6 2-6     |
| 39. | 17 de agosto de 2009     | Marbella                 | Cristian Gutiérrez | Juan Martín Díaz Fernando Belasteguín | 3-6 4-6     |
| 40. | 14 de junio de 2009      | Oropesa del Mar          | Cristian Gutiérrez | Gabriel Reca Hernán Auguste           | 2-6 3-6     |
| 41. | 27 de septiembre de 2009 | Zaragoza                 | Cristian Gutiérrez | Juan Martín Díaz Fernando Belasteguín | 1-6 3-6     |
| 42. | 4 de octubre de 2009     | Bilbao                   | Cristian Gutiérrez | Juan Martín Díaz Fernando Belasteguín | 6-4 4-6 2-6 |
| 43. | 18 de octubre de 2009    | Valencia                 | Cristian Gutiérrez | Juan Martín Díaz Fernando Belasteguín | 2-6 1-6     |
| 44. | 25 de octubre de 2009    | Ciudad Real              | Cristian Gutiérrez | Juan Martín Díaz Fernando Belasteguín | 6-7(5) 5-7  |
| 45. | 7 de agosto de 2011      | Fuengirola               | Sanyo Gutiérrez    | Matías Díaz Hernán Auguste            | 7-6 2-6 5-7 |
| 46. | 2 de diciembre de 2012   | Madrid Master Final      | Sanyo Gutiérrez    | Pablo Lima Juan Ignacio Mieres        | 4-6 4-6     |